# Bosphorus European Airways
Pour les articles homonymes, voir Bosphorus Airways, BEA et BHY.

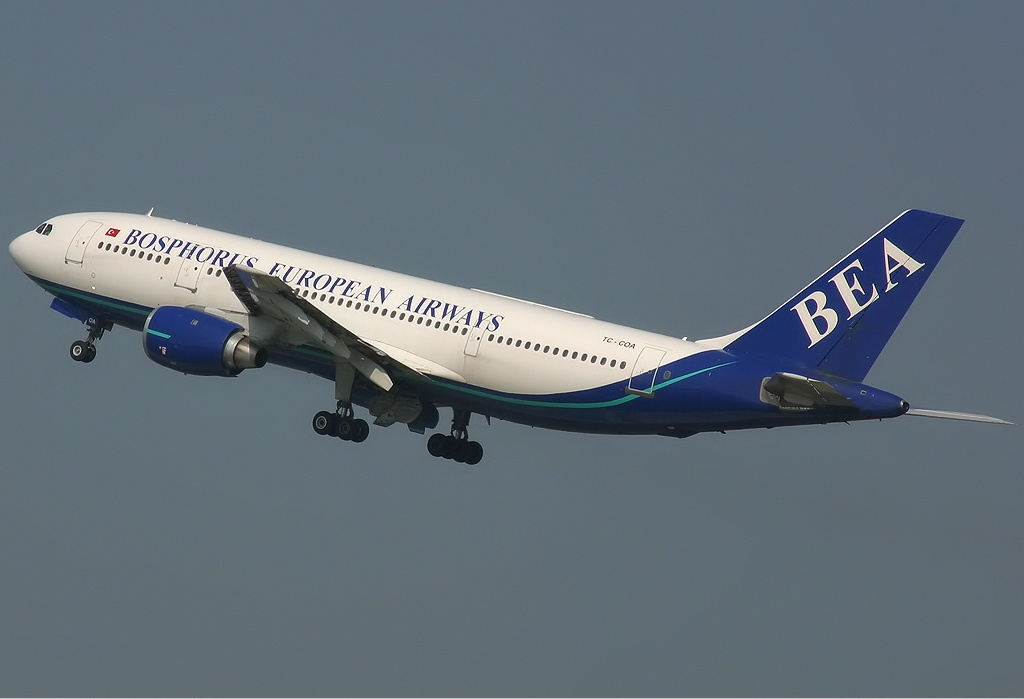
Airbus A300 de Bosphorus European Airways

Bosphorus Avrupa Hava Yolları A.Ş (Bosphorus European Airways ou BEA) (code AITA : ? ; code OACI : BHY) est une compagnie aérienne turque, créée en 2002 et qui a cessé ses activités en 2004.
Elle disposait d'une flotte de 3 Airbus A300 B4.
Les avions sont aujourd'hui stockés sur le tarmac de l'aéroport Ataturk à Istanbul.